# Robert Hoofs
Robert Hoofs (10 oktober 1958) is een Nederlands voormalig voetballer die als verdediger speelde.
Hoofs begon bij Willem II. Aansluitend speelde hij voor RKC in de Hoofdklasse en in België bij KV Turnhout en Berchem Sport. Die club verhuurde hem in 1985 wederom aan Willem II waar hij daarna zijn loopbaan besloot.
Hierna werd Hoofs zelfstandig ondernemer en bedacht in 2006 met een partner een huizenwebsite en in 2009 kwam hij met een spaarprogramma.